# New Tulsa
New Tulsa é uma cidade  localizada no estado norte-americano de Oklahoma, no Condado de Wagoner.

## Demografia
Segundo o censo norte-americano de 2000, a sua população era de 568 habitantes.

## Geografia
De acordo com o United States Census Bureau tem uma área de
2,2 km², dos quais 2,2 km² cobertos por terra e 0,0 km² cobertos por água.

## Localidades na vizinhança
O diagrama seguinte representa as localidades num raio de 20 km ao redor de New Tulsa.